# Audrey McLaughlin
Audrey Marlene McLaughlin, née le 7 novembre 1936 à Dutton (en), en Ontario, est une enseignante,écrivaine, travailleuse sociale et femme politique canadienne. 
Députée de la circonscription de Yukon à la Chambre des communes de 1987 à 1997, elle est cheffe du Nouveau Parti démocratique fédéral de 1989 à 1994. Elle est la première femme à diriger un parti politique fédéral majeur au Canada.

## Biographie
Née le 7 novembre 1936 à Dutton (en), en Ontario, Audrey McLaughlin est titulaire d'une maîtrise en travail social (social work). Elle travaille d'abord en tant que travailleuse sociale à Toronto et au Ghana. En 1979, McLaughlin s'installe au Yukon et démarre une entreprise de consultation.
En 1987, elle est candidate lors d'une élection partielle fédérale dans la circonscription de Yukon et est la première candidate du Nouveau Parti démocratique fédéral à être élue au Yukon. En 1988, elle est nommée présidente du caucus des députés néo-démocrates. Lors du congrès du parti en décembre 1989, elle remporte l'élection à la direction du Nouveau Parti démocratique fédéral pour succéder à Ed Broadbent, qui prend sa retraite.
McLaughlin devient chef du NPD alors que ce parti est à un sommet à la suite des élections fédérales de 1988. Toutefois, le parti amorce un déclin dans les sondages pour plusieurs raisons. L'impopularité des partis néo-démocrates provinciaux en Colombie-Britannique et en Ontario se répercute sur le parti fédéral. La montée du Parti réformiste, un parti de droite, lui enlève également beaucoup d'appuis dans l'Ouest canadien. L'opposition du NPD à l'accord constitutionnel du lac Meech fait chuter les intentions de vote au Québec. Lors de l'élection générale fédérale de 1993, le NPD subit des pertes importantes, passant de 43 députés à seulement neuf députés à la Chambre des communes. McLaughlin conserve son siège dans sa circonscription de Yukon, mais démissionne comme chef en 1994. Alexa McDonough lui succède. McLaughlin ne se représente pas comme députée lors de l'élection générale fédérale de 1997.
En 1991, elle est assermentée dans le Conseil privé de la Reine pour le Canada afin de lui permettre d'avoir accès à des documents secrets durant la guerre du Golfe.
Elle publie une autobriographie : A Woman's Place: My Life and Politics, en 1992.
De 1996 à 1999, elle est présidente des femmes de l'Internationale socialiste. Elle est aussi vice-présidente de l'Internationale socialiste et membre du Global Progress Commission (de 1989 à 1999). De 1997 à 2000, elle est la déléguée du gouvernement du Yukon, ce qui implique de travailler avec le Conseil de l'Arctique et le Northern Forum.
En 2000, elle se joint au National Democratic Institute, une organisation qui fait la promotion de la démocratie et de la paix dans les pays en développement. Elle se rend au Kosovo pour y aider les femmes à être candidates dans les élections.
En août 2003, elle est nommée officière de l'Ordre du Canada.
Elle est impliquée dans des projets relatifs aux élections dans 22 pays, notamment en Afrique et en Europe de l'Est. Elle est consultante pour GeoSpatial/SALASAN. Elle dirige et participe à plusieurs projets dans le monde, entre autres au Bahrain et au Maroc.

## Archives
Il y a un fonds Audrey McLauglin à Bibliothèque et Archives Canada. Le numéro de référence archivistique est R11545. 